# Apsilochorema corymbosum
Apsilochorema corymbosum là một loài Trichoptera thuộc họ Hydrobiosidae. Chúng phân bố ở miền Ấn Độ - Mã Lai.